# Penzhinite
La penzhinite è un minerale.